# 象海豹角
62°14′S 58°41′W / 62.233°S 58.683°W
象海豹角（西班牙語：Punta Elefante），是南極洲的海岬，位於南設得蘭群島的喬治王島，處於波特灣入口處東面，由阿根廷探險隊命名，現時由南極條約體系管理。